# Joseph Syrée
Joseph Syrée (* 17. Juni 1825 in Ehrenbreitstein; † 24. Oktober 1897 in Boppard) war ein deutscher Jurist und Bürgermeister von Boppard.

## Leben
Syrée wurde in Ehrenbreitstein als Sohn eines Lehrers geboren. Nach dem Besuch des Gymnasiums studierte er Rechtswissenschaften in Bonn, wo er 1843 Mitglied des christlich-überkonfessionellen Bonner Wingolfs.
1848 legte er sein Referendarsexamen ab und wurde sodann Bürgermeister von Boppard. Während seiner Amtszeit von 1848 bis 1892 entwickelte sich die Stadt zu einem blühenden Fremdenverkehrsort, insbesondere nachdem sie bereits 1859 einen Eisenbahnanschluss erhalten hatte.
Aufgrund zahlreicher Großbrände kam es in dieser Zeit zu einem erheblichen Umbau und einer Neubebauung der Stadt. 1884 entstand ein neues Rathaus. Auch die Rheinanlagen wurden zu Syrées Amtszeit angelegt.
Syrée war ein großer Förderer und Mitbegründer örtlicher Vereine. Er war Anhänger der des Altkatholizismus, was ihn in Gegensatz zu Teilen der katholischen Bevölkerung brachte. 1872 trat er zur altkatholischen Kirche über.
Der Bopparder Bahnhofsvorplatz ist zu seinen Ehren „Bürgermeister Syrée-Platz“ benannt. In den Bopparder Rheinanlagen erinnert eine Gedächtnistafel an ihn. Zu seinem 25-jährigen Dienstjubiläum wurde die Mainzer Straße in Syréestraße umbenannt, was unmittelbar nach seinem Ruhestand 1892 rückgängig wurde. Er erhielt den preußischen Kronenorden 2. Klasse.